# Der Bozz
Der Bozz è il terzo album da solista del rapper tedesco Azad. È stato pubblicato nel 2004, sulla etichetta Bozz Music.

## Tracce
1. Intro (0:38)
2. Der Bozz (3:35)
3. Flieh (3:48)
4. Mein Block
5. Toni El Shout
6. Phoenix
7. Peiniger
8. Judgement Day (feat. Warheit)
9. Reflektionen  (In meinen Augen)
10. Blackout
11. Skit
12. Kopf hoch (feat. Jonesmann) (4:02)
13. Zahltag (3:42)
14. Outro (0:14)